# سیسالنگکا
سیسالنگکا (اندونزیایی: Cicalengka) شهری در استان جاوه غربی کشور اندونزی است. جمعیت این شهر بر اساس سرشماری سال ۱۹۹۰ میلادی، ۴۴٫۸۸۶ نفر و بر اساس سرشماری سال ۲۰۰۰ میلادی، ۱۱۶٫۶۳۸ بوده که در سال ۲۰۰۷ میلادی به ۱۸۰٫۶۳۳ نفر افزایش یافته‌است.